# Stephen M. White
Stephen Mallory White (ur. 19 stycznia 1853 w San Francisco, zm. 21 lutego 1901 w Los Angeles) – amerykański polityk, członek Partii Demokratycznej.

## Działalność polityczna
Od 1887 do 1891 zasiadał w stanowym Senacie Kalifornii. W okresie od 4 marca 1893 do 3 marca 1899 był senatorem Stanów Zjednoczonych z Kalifornii (1. Klasa).